# 大久間喜一郎
大久間 喜一郎（おおくま きいちろう、1917年(大正6年)12月13日 - 2012年(平成24年)3月24日）は、日本の国文学者・歌人。明治大学名誉教授。若い頃にはラジオアナウンサーを務めた経歴も持つ。

## 履歴
東京府東京市浅草区（現・東京都台東区）に生まれる。1940年、國學院大學文学部国文科を卒業。卒業後、日本放送協会アナウンサーから満洲電信電話勤務となる（満州電信電話には森繁久弥もアナウンサーとして勤務していた）。
戦後、獨逸学協会中学校（現・獨協中学校・高等学校）教師を経て、明治大学経営学部助教授となり、1962年に教授に就任。1972年「古代文学の構想」で國學院大學より文学博士の学位を取得。1988年に明治大学を定年退職し、名誉教授となる。1990年、高岡市万葉歴史館館長に就任し、1994年に高岡市民文化賞を受賞した。
上代文学会顧問。日本歌謡学会常任理事。古事記学会理事。歌誌「新径」主宰。歌誌「紫苑短歌」同人。
2012年3月24日、肺炎のため94歳で死去。

## 著書
- 『古代文学の源流』桜楓社、1966
- 『古代文学の構想 万葉集の世界』武蔵野書院、1971
- 『古代文学の源流』桜楓社、1977
- 『古代文学の伝統』笠間書院 笠間叢書、1978
- 『古事記の比較説話学 古事記の解釈と原伝承』雄山閣出版、1995
- 『古代歌謡と伝承文学』塙書房、2001
- 『言葉をさかのぼる 紫苑短歌創立50周年記念出版』短歌新聞社、2002
- 『虚誕の花 大久間喜一郎歌集』短歌研究社、2008

### 共編著
- 『古典文研究 改訂版』麻生磯次共著 績文堂、1965
- 『万葉集歌人事典』犬養孝、五味智英、小島憲之編集顧問 森淳司、針原孝之共編 雄山閣出版、1982
- 『古代説話 風土記篇』編 桜楓社、1983
- 『上代説話事典』乾克己共編 雄山閣出版、1993
- 『日本書紀「歌」全注釈』居駒永幸共編 笠間書院、2008